# 贖金之王2：皇廷激戰
《贖金之王2：皇廷激戰》（英語：Shanghai Knights），2003年2月7日在美国上映的动作片，由大卫·道金執導，成龙和欧文·威尔逊主演。此片是2000年電影《西域威龍》的續集。

## 剧情
1887年，清朝逃亡在外的前任皇帝的私生子和英国人合伙杀了玉璽看护官，玉玺看护官临死前嘱咐女儿姜玲（范文芳）一定要找回玉玺，并叫女儿带一份遗物给哥哥姜文（成龙；英文名：约翰·韦恩）。
姜文在美国内华达州卡森城收到了妹妹姜玲寄过来的父亲的遗物，里面一张纸条，写着“姜文”，还有一个拼图盒。姜文打算去美国纽约找他的好友洛依（欧文·威尔逊），当他来到洛依所在地时，洛依正和女子们一起喝着美酒佳肴，因为他当了酒店的酒保，姜文告诉他，自己的父亲被人暗杀了，需要拿回皇帝的黄金（上一集中的故事），去大英帝国和妹妹姜玲会合，不过黄金早被洛依花光了，此时洛依还勾搭上了纽约市市長的女儿，纽约市长赶过来找女儿，他们躲藏在货车里面匆匆而逃。
姜文和洛依坐渡轮来到英國伦敦。他的妹妹姜玲住在牛津街32号。
大英帝国的议会正在开会，从大清国回国的议员罗朋（艾登·基伦，英文名：尼尔森·罗斯本）在会议上作报告，他说大清因为鸦片战争而战力急剧衰退，而国内也面临义和团起事，大清已经不行了，并且带回国了一只大清华南虎，说是大清皇帝祝贺维多利亚女皇登位五十周年，表示大清已经屈服于大英帝国。
姜文和洛依在街上行走时，一个小孩（亚伦·强森；英文名：查理·卓别林）碰撞了洛依一下，偷走了他的怀表，洛依和姜文不停地追赶他，结果小孩被地痞首领开膛手杰克抓住了，小孩趁地痞和姜文打斗时，藏进了箱子里。姜文和洛依打败了地痞，却也被伦敦警察关进了监狱，局长（托马斯·费舍尔；英文名：阿瑟·柯南·道尔）感谢他们只用了一个下午就搞定了令他们费神了两年的地痞，姜文趁此时把妹妹的地址给局长看，警长带他去见他妹妹，原来，他妹妹因为追捕凶手（议员罗朋）时试图杀害凶手却反而被警察关进了监狱。姜文和洛依打算营救她出监狱。
议员罗朋开着车带着吴超（甄子丹）出了宫殿。姜文和洛依两人则来到了白金汉宫，正好遇到了偷怀表的小孩，突然下雨了，小孩就邀请他们俩去他家落脚。三人商量趁着维多利亚女王登位五十周年舞会化妆混进去宫殿找罗朋。
两人跟着罗朋看到他在房间里，等罗朋走后，他们俩溜了进去，姜文不小心触动机关进了密室，密室里正好放着玉玺，当他去拿时，和守卫打斗了起来，在外面的洛依看到会动的画，不禁大叫，惊动了外面的守卫，守卫冲进来，这是，姜玲也进来了，帮助洛依打倒了守卫。他们打开玉玺的盒子，里面却没有玉玺，他们继续寻找，找到了一间又密室通道，当他们走进去然来是一间草料房，却看到吴超和罗朋在商议事情，手里还拿着玉玺，他们谈完之后，吴超走了。姜玲突然跳了出去踢到罗朋的手，他手中的玉玺也随之抛出手中，小孩一把握住玉玺，从狗洞里钻了出去，罗朋寡不敌众，逃了出去，打碎煤油灯，点燃了草料，并关上了门栓，试图烧死他们。结果洛依想出一个计策，他开着车载着姜文，撞烂门而出。但是洛依不会开车，他们撞入了一个农场。
第二天他们在路上碰到了姜玲，三人坐着马车回到了伦敦市区。他们在一个小住宿点住了下来。此时姜玲已经爱上了洛依。于是姜文到妹妹的房间说洛依的人品很糟、行為不檢點、無法託付終身，不支持他们俩在一起。最后，姜玲说：我不在乎。而姜文也回应说：我不准许。两人不欢而散。
洛依在门外偷听了两兄妹的谈话，感到很失望和痛苦，一个人在打听喝闷酒，姜文走过去向他道了歉。姜文为了弥补错误，招来一群女子在房间内打起了枕头大战，到最后姜文和洛依都全身精光，一丝不挂，姜玲打开门进去，看到他们这样子，愤然离去，姜文和洛依随后追了出去，结果他们被一群义和団包围了，并把他们捆绑了起来，关在吴超和罗朋的密室里，罗朋叫手下将二人浸在水里窒息而死，结果姜文挣脱了绳子，打倒了其他义和团兵，义和团兵卒见打不过他，于是砍断洛依的绳索，洛依落入了水中，黄强随后跳入水中去营救他。
洛依和姜文潜入了伦敦警察局长的家，不过此时他已经被罗朋解职了。局长带领他们来到了蜡像馆，因为抢走玉玺的小孩睡在里面，洛依抓到了小孩，小孩被玉玺给他，逃走了，却撞上了义和团，义和团要挟杀了小孩来兑换玉玺，洛依把玉玺抛给义和团，义和团欣喜若狂地逃跑了，而此时警察攻入，他们全部都被捕了。緊隨在後的小孩偷竊了警察的鎖匙順利幫等人從監禁馬車逃脫。此时，小孩和洛依真诚沟通，洛依得知他叫查理·卓别林。
吴超趁维多利亚女王举行登基五十周年庆祝晚会的时候打算用机关枪杀死维多利亚女王，此时，姜文看到了他，于是他吩咐局长去报告英国皇家警察，自己前去追捕吴超。他看到义和团正准备杀了他的妹妹姜玲，他跑了过去打倒了义和团，救出妹妹。吴超开枪射杀维多利亚女王，却没有打中，姜文跳过来一脚踢开了他，两人格斗起来，最后吴超被姜玲用一个冲天炮攻击飞入天空，炸死了。洛依和局长骑着马冲进了白金汉宫，追捕罗朋，罗朋跑到了大本钟上，姜文和他在大本钟上比试英国剑术，最后罗朋从大本钟掉了下去。
维多利亚女王为了表彰姜文和洛依、局长三人的行为，封姜文为约翰·韦恩爵士，洛依被封为欧洛依爵士，局长被封为阿瑟·柯南·道尔爵士。洛依、姜文、局长、姜玲告别时，洛依抢着姜文父亲的遗物去看，两人争抢，拉开了盒子，盒子里一块石头，写着：家人永远是家人，父亲支持儿子你的道路。
故事最後，埋下伏筆：约翰、洛依要去好萊塢拍電影，功夫明星「約翰」是個不錯的名頭，卓别林躲在車上也跟著他們出發。

## 演员
| 演员          | 角色           | 备注                                                                                |
| 成龙          | 姜文           | 英文名：约翰·韦恩；昵称：阿文。原是清朝大内侍卫，现任美国内华达州卡森市的治安警长。 |
| 欧文·威尔逊   | 洛依·欧班侬    | 美国西部牛仔。                                                                      |
| 甄子丹        | 吴超           | 反角，大清皇帝的弟弟，前任皇帝的私生子。                                            |
| 范文芳        | 姜玲           | 昵称：阿玲。姜文的妹妹。                                                            |
| 亚伦·强森     | 查理·卓别林    | 小孩，善于偷窃，后来成为美国戏剧大师。                                              |
| 托马斯·费舍尔 | 阿瑟·柯南·道尔 | 伦敦警察局长，后来成为著名作家                                                      |
| 奥利佛·科顿   | 开膛手杰克     | 地痞，英国著名杀手。                                                                |
| 陈锦湘        | 黄强的父亲     | 玉玺看护员，被罗朋所杀。                                                            |
| 杰玛·琼斯     | 维多利亚女王   | 大英帝国女王。                                                                      |
| 艾登·基伦     | 议员罗朋       | 英文名：尼尔森·罗斯本。大反角，维多利亚女王的堂弟，大英帝国剑士。                   |

## 制作
该片以19世纪90年代的伦敦为背景，显示了一幅绚丽多彩的大英帝国社会百态的生活画卷。

## 票房
该片在新加坡一上映，夺得了贺岁片的冠军，150万新加坡币。
该片在美国以一千九百八十万美元夺得北美票房第二名。